# Aleksandrovac (Laktaši)
Aleksandrovac (szerbül: Александровац), település Bosznia-Hercegovinában, Laktaši községben, Bosanska krajina területén, a Szerb Köztársaságban. 

## Fekvése
Bosznia-Hercegovina északi részén, Banja Lukától légvonalban 27, közúton 23 km-re északkeletre, községközpontjától légvonalban 7, közúton 8 km-re északra, a Lijevce polje síkságán 110-113 méteres magasságban fekszik. Itt halad át az a fontos főút, amely összeköti Banja Lukát a határmenti Gradiškával, majd a Zágráb-Belgrád autópályával.

## Népessége
| Nemzetiségi csoport | Népesség 1991 | Népesség 2013 |
| ------------------- | ------------- | ------------- |
| Szerb               | 570           | 788           |
| Bosnyák             | 1             | 4             |
| Horvát              | 45            | 9             |
| Jugoszláv           | 46            | 2             |
| Egyéb               | 15            | 16            |
| Összesen            | 677           | 819           |

## Története
A középkorban valószínűleg ezen a területen volt az 1675-ben 1640 lelket számláló lijevčei plébánia. Még a plébániánál is régebbi volt a Livač (Lewach) ferences kolostor, amelyet már a 16. század elején említenek. A plébánia az 1683 és 1699 közötti török háború után szűnt meg, míg a kolostor a Mátyás király által alapított Jajcai Bánság török uralom alá kerülése után, 1528-ban tűnt el az írott forrásokból.
A település a második világháborúig Rudolfstal néven német falu volt, amelyet az akkori nagy német Windthorst faluból (a mai Novi Topole) származó telepesek kolóniájaként hoztak létre. Területe 1878-ig tartozott az Oszmán Birodalomhoz, ekkor a berlini kongresszus határozata alapján az Osztrák-Magyar Monarchia része lett. 1879-ben az első osztrák-magyar népszámlálás során ez a terület még Maglajani határához tartozott. 1883 után Lijevce polje és Potkozarje területén olaszok, németek, ukránok és lengyelek telepedtek le. A német és az olasz lakosság a modern agrotechnikai módszerekkel gyorsan magasabb szintre emelte a gazdasági fejlődést, a célból, hogy ez a terület Bosznia és Hercegovina legfejlettebb részévé váljon. Miután Rudolf osztrák főherceg és trónörökös meglátogatta a környéket, a mai Aleksandrovac közelében Rudolfstal néven új kolónia jött létre. Rudolfstal egyik legerősebb kereskedelmi feldolgozó központ volt, amely 1889-ben postahivatalt is kapott, és egy gyár is épült itt a híres sajt gyártására, mely a Banja Luka-i trappista kolostor szerzeteseinek segítségével indult meg. A német telepesek úttörők voltak az új növények termesztésében, mint például a cukorrépa termesztésben, de ők ültettek először burgonyát is. A telepesek különösen azon árucikkekre szervezték meg a termelést, amelyek a monarchiából betelepült városi lakosság körében voltak népszerúek. Rudolfstalban gyártottak tejtermékeket, melyeket aztán Banja Lukába szállítottak. A trappista kolostor is ebből a kolóniából vásárolt búzát és tejet. 1910-ben a Banja Luka-i járáshoz tartozó Rudolfstal településen 99 háztartást, 61 ortodox, 490 római katolikus és 13 görög katolikus lakost találtak. A monarchia szétesésével 1918-ban előbb a Szerb-Horvát-Szlovén Királyság, majd 1929-től a Jugoszláv Királyság része. 1921-ben a községnek 113 háztartása és 721 lakosa volt. Az 1929-es törvény értelmében, amikor Bosznia-Hercegovinát négy banovinára, Drinskára, Vrbaskára, Zetskára és Primorskára osztották, ahol a település a Vrbaska banovina része lett, amelynek székhelye Banja Luka volt. 
Jugoszlávia megszállása után a Független Horvát Állam (NDH) része lett. Miután a második világháborúban összeomlott a belső biztonság, a nácik megkezdték a német nemzetiségűek evakuálását Boszniából. Az erről szóló megállapodást 1942. szeptember 30-án írták alá a horvát usztasa rezsimmel. A német nemzetiségűek főszolgálatának ügynöksége (azaz a „Hauptamt Volksdeutsche Mittelstelle”) Otto Lakman parancsnoksága alatt szervezett egy félkatonai SS-szervezetet, hogy faluról falura járva szervezze az ellenséges hadseregtől fenyegetett falvak evakuálását. 1942 végén csaknem 2000 német nemzetiségűt evakuáltak Nova Topoláról, valamint további 500-at Rudolfstal településről, akik soha nem tértek vissza. Miután a kommunista hatóságok megsemmisítették a németség és a német kultúra létezésének minden emlékét a települést szerbek népesítették be. A háború végén, 1944 őszén a német katonai parancsnokság parancsára szinte az összes német elhagyta ezt a területet és Németországba költözött, a lengyelek többsége pedig a háború után, 1946-ban Lengyelországba ment vissza. A második világháború után a szocialista Jugoszláviához tartozott. A daytoni békeszerződést követő területfelosztásnál Laktaši község részeként a Szerb Köztársaság területéhez került.

## Sport
Aleksandrovac a KK Igokea kosárlabdaklub székhelye. A klubot 1973-ban alapították. A FIBA Bajnokok Ligájában, az Adria Ligában szerepel. Bosznia-Hercegovina többszörös kosárlabda bajnoka. A klub egyik legnagyobb sikere a regionális Adria Liga 2012/2013-as szezonjában elért első helyezése.

## Nevezetességei
- A marjanovaci Keresztelő Szent János tiszteletére szentelt kolostort a templommal 1895-1899-ben emelték. Tervezése neogótikus stílusban készült, kifejező vonalai és arányai szinte megegyeznek a mintegy hét évvel korábban épült Nova Topola-i templommal. 1885-ben épült fel a Krisztus Vér Imádói Nővérek itteni kolostora. Jelenleg a kolostor épülete kábítószerfüggők otthonául szolgáló komplexum. Bár hivatalosan nem kolostor, mégis a római katolikus egyházhoz tartozik.[10] A közelében állt, 1888-ban felépített trappista kolostor 1944-ben leégett és nem építették újjá. Az 1992-1995-ös háborúban a szélsőséges szerbek megrongálták a templomot, majd elidegenítették, így több évig nem lehetett ott istentiszteleteket tartani. 1995-ben az összes megmaradt nővért kiűzték a kolostorból Horvátországba, és szerb menekülteket költöztettek be. 1998-ban a templomot, 2000-ben pedig a kolostort is visszaadták. Itt nyílt meg a Marijanovac kábítószerfüggők kezelési központja, amelyet 2001 óta ugyanannak a szerzetesrendnek a nővérei vezetnek. A plébániát jelenleg egy egyházmegyei lelkész irányítja. A plébániához a következő települések tartoznak: (Bosanski) Aleksandrovac, Kobatovci, Maglajani és Romanovci.[4]

- Közvetlenül a kolostor mellett található a Banja Luka-i katolikus Caritas által alapított „Livač” Szövetkezet, mely 2006-ban szerény körülmények között létesült. 2017-ben már 350 tehenük volt, trágyából termelnek áramot, paradicsomot, paprikát termesztenek, mintegy száz hektár földet művelnek, de mégis első és fő termékük a trappista sajt. A sajtkészítés receptjét csak két szerzetes ismeri. A trappista sajt gyártása 1882-ben kezdődött, amikor Ignác atya a francia Notre-Dame de Port-du-Salut kolostorból a Banja Luka-i kolostorba érkezett. A sajtot eleinte csak a kolostor szükségleteire készítettek. Később növelték a termelést, így a sajtot Magyarország és Ausztria piacára is értékesítették, ahová naponta postakocsival szállították. A szövetkezet ma naponta száz kilogramm sajtot termel.[11]